# Sinigo
Sinigo (Sinich in tedesco) è una frazione della città italiana di Merano, in provincia autonoma di Bolzano, in Trentino-Alto Adige.
Il nome è attestato per la prima volta nel tardo Duecento quale ze Ursinie e nel 1350 quale von der Sini.
L'insediamento odierno risale alla fine degli anni '20 del ‘900. 
Sorse a seguito della bonifica del fondovalle paludoso eseguita dall'Opera Nazionale Combattenti a partire dal 1927 e della costruzione da parte della Montecatini di una fabbrica di prodotti chimici, inaugurata nel 1926.
Dal 1997 Sinigo non è più una frazione di Merano, ma la zona 2 della città.